# Georges de Scudéry
Georges de Scudéry (22 de agosto de 1601-14 de mayo de 1667), fue el hermano mayor de Madeleine de Scudéry, novelista, dramaturgo y poeta francés.
Georges de Scudéry nació en El Havre, Normandía, donde su padre se había mudado desde Provenza. Sirvió en la armada durante algún tiempo. 
Antes de cumplir los treinta años, ya tenía la idea de la literatura en su mente, y durante la mitad del siglo fue una de las figuras más características de París. Se ganó el favor de Richelieu debido a su oposición a Pierre Corneille. Escribió una carta a la Academia Francesa criticando a El Cid, y su obra L'Amour tyrannique (1640) fue patrocinada por el cardenal en contra de Corneille.
Posiblemente estas circunstancias están relacionadas con su designación como alcalde de la fortaleza de Notre-Dame de la Garde, cerca de Marsella en 1643, y en 1650 fue elegido para la Academia Francesa. Durante los conflictos de la Fronda fue exiliado a Normandía, en donde hizo fortuna gracias a su casamiento. 
L'Amour tyrannique es prácticamente la única pieza entre sus numerosas tragicomedias y pastorales que ha escapado al olvido. Su otro famoso trabajo es el poema épico Alaric (1655). Él prestó su nombre para los primeros romances escritos por su hermana, pero poco tiempo después lo aclaró.